# Okulus
Oculus (lat. oko) ili okulus je naziv za prozor kružnoga oblika, često manjih dimenzija. Obično se nalazi na vrhu kupole, premda se može nalaziti i na tamburu, ili na nekom od zidova. 
Javlja se već u Rimu (Panteon), kontinuira u srednjem vijeku, a osobito čest je u arhitekturi renesanse (Bramanteov Tempietto) i baroka.
Srodan mu je oeil-de-buef.